# Supercoppa polacca (pallavolo maschile)
La Supercoppa polacca è una competizione pallavolistica per squadre di club polacche maschili, organizzata con cadenza annuale dalla PLS.

## Edizioni
| Edizione      | Edizione          | Podio              | Podio         | Podio                 |               |
| Anno          | Sede della finale | Campione           | Risultato     | Finalista             |               |
| ------------- | ----------------- | ------------------ | ------------- | --------------------- | ------------- |
| 1995 Dettagli | Stettino          | AZS Częstochowa    | 3 - 0         | Morze Bałtyk Szczecin |               |
| 1996-2011     | -                 | Non disputata      | Non disputata | Non disputata         | Non disputata |
| 2012 Dettagli | Częstochowa       | Skra Bełchatów     | 3 - 0         | Asseco Resovia        |               |
| 2013 Dettagli | Poznań            | Asseco Resovia     | 3 - 2         | ZAKSA                 |               |
| 2014 Dettagli | Poznań            | Skra Bełchatów     | 3 - 1         | ZAKSA                 |               |
| 2015 Dettagli | Poznań            | Trefl Gdańsk       | 3 - 2         | Asseco Resovia        |               |
| 2016          | -                 | Non disputata      | Non disputata | Non disputata         | Non disputata |
| 2017 Dettagli | Bełchatów         | Skra Bełchatów     | 3 - 1         | ZAKSA                 |               |
| 2018 Dettagli | Danzica           | Skra Bełchatów     | 3 - 0         | Trefl Gdańsk          |               |
| 2019 Dettagli | Gliwice           | ZAKSA              | 3 - 1         | ONICO Warszawa        |               |
| 2020 Dettagli | Ustrzyki Dolne    | ZAKSA              | 3 - 1         | Skra Bełchatów        |               |
| 2021 Dettagli | Lublino           | Jastrzębski Węgiel | 3 - 0         | ZAKSA                 |               |
| 2022 Dettagli | Lublino           | Jastrzębski Węgiel | 3 - 2         | ZAKSA                 |               |
| 2023 Dettagli | Katowice          | ZAKSA              | 3 - 2         | Jastrzębski Węgiel    |               |
| 2024 Dettagli | Katowice          | Warta Zawiercie    | 3 - 2         | Jastrzębski Węgiel    |               |

## Palmarès
| Squadra            | Titolo | Edizione               |
| ------------------ | ------ | ---------------------- |
| Skra Bełchatów     | 4      | 2012, 2014, 2017, 2018 |
| ZAKSA              | 3      | 2019, 2020, 2023       |
| Jastrzębski Węgiel | 2      | 2021, 2022             |
| AZS Częstochowa    | 1      | 1995                   |
| Asseco Resovia     | 1      | 2013                   |
| Trefl Gdańsk       | 1      | 2015                   |
| Warta Zawiercie    | 1      | 2024                   |